# Rotonda dell'Appiani
La Rotonda dell'Appiani è un ambiente circolare che collega l'ala bassa di sinistra della Villa Reale di Monza e il Serrone reale.

## Storia

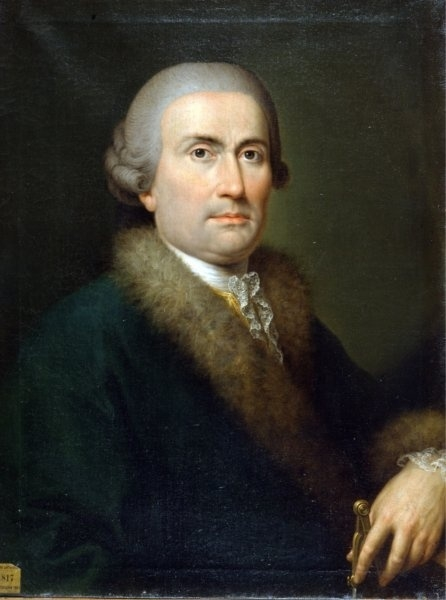
Giuseppe Piermarini, l'architetto della Villa, ritratto realizzato da Martin Knoller nella seconda metà del '700, esposto al Museo teatrale alla Scala di Milano

La Rotonda fu realizzata nel 1790 dall'architetto Giuseppe Piermarini, nel complesso della Villa Reale di Monza, come ambiente posto a cerniera tra l'ala nord dell'edificio (adibita alle cucine) e l'adiacente Orangerie (il "Serrone"), costruita nello stesso anno.

## Descrizione
La sala ha una pianta circolare, iscritta in un quadrato; l'architetto ne ha utilizzato gli angoli per nascondervi, dietro a degli specchi, la porta di accesso al corridoio che conduce agli appartamenti arciducali e quella verso la serra; quest'ultima è un'originale porta a scomparsa, azionata da un meccanismo inventato dallo stesso Piermarini.
L'arciduca Ferdinando era solito disporre che in questo ambiente fosse servito il caffè agli ospiti di corte.
Dalla sala era anche possibile assistere a spettacoli di danza e a concerti musicali tenuti nell'adiacente Serrone, attraverso l'apposita porta a scomparsa progettata dallo stesso Piermarini.
In origine si trattava di un ambiente racchiuso ed elegante, caratterizzato dall'ampia porta finestra a sud verso il cortile della Villa, di fronte alla quale, nella parete nord, era posto un imponente camino d'alabastro sormontato da una grande specchiera.
Modifiche più tarde (1838) hanno eliminato il camino e aperto nella parete una seconda porta per consentire così il transito alle carrozze verso il retrostante parco: di conseguenza l'ambiente ha perduto il fascino e la sua funzione originaria di raccolta sala di conversazione e svago.

### Decorazione
La sala è famosa per gli splendidi affreschi, opera di Andrea Appiani (1791), che la decorano e che costituirono il regalo dell'arciduca Ferdinando alla moglie Maria Beatrice in occasione dell'anniversario del loro matrimonio.

Il tema degli affreschi fu suggerito da Giuseppe Parini all'artista che vi rappresentò vari episodi della favola di Amore e Psiche narrata nell'Asino d'oro di Apuleio.

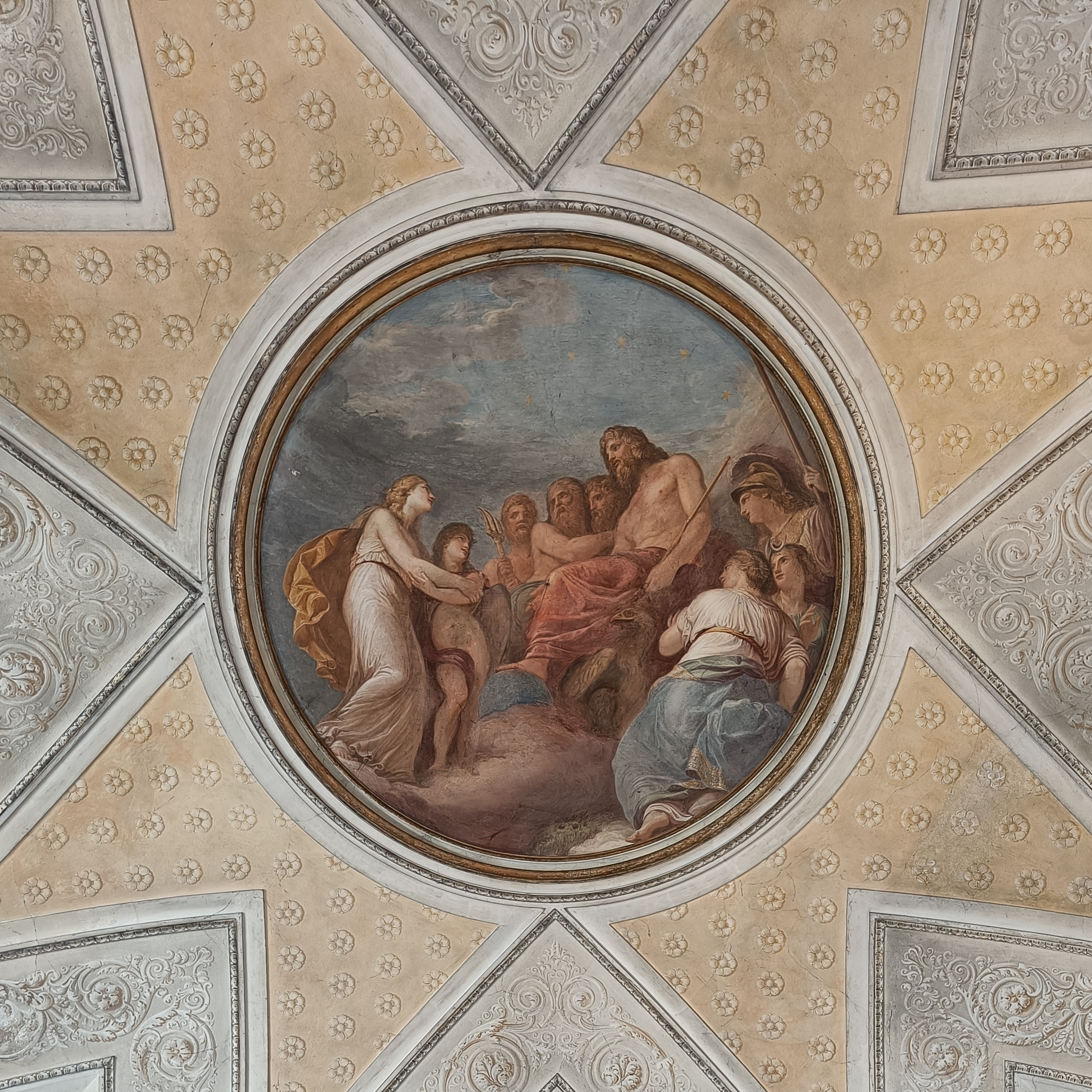
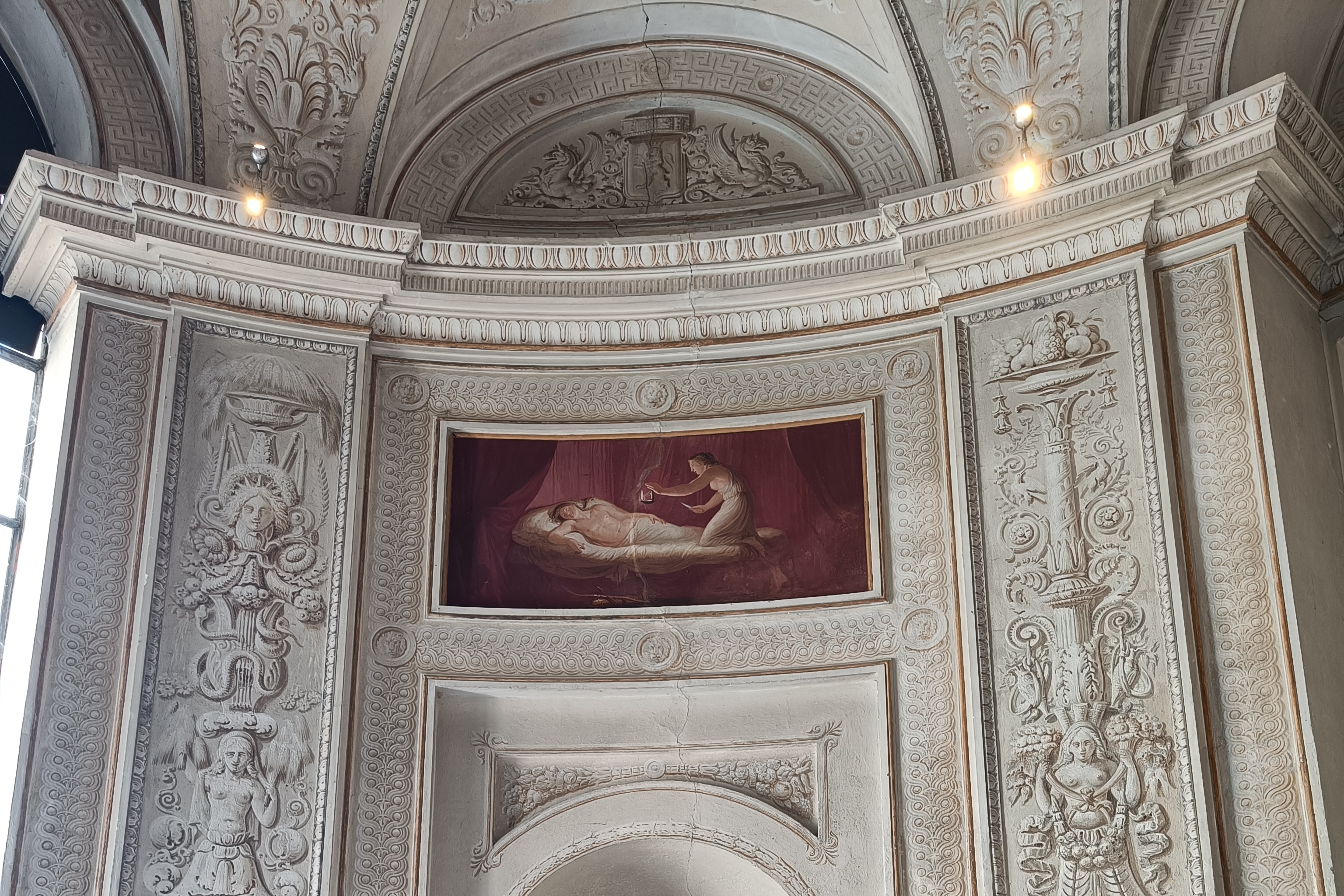
Psiche osserva Eros dormiente
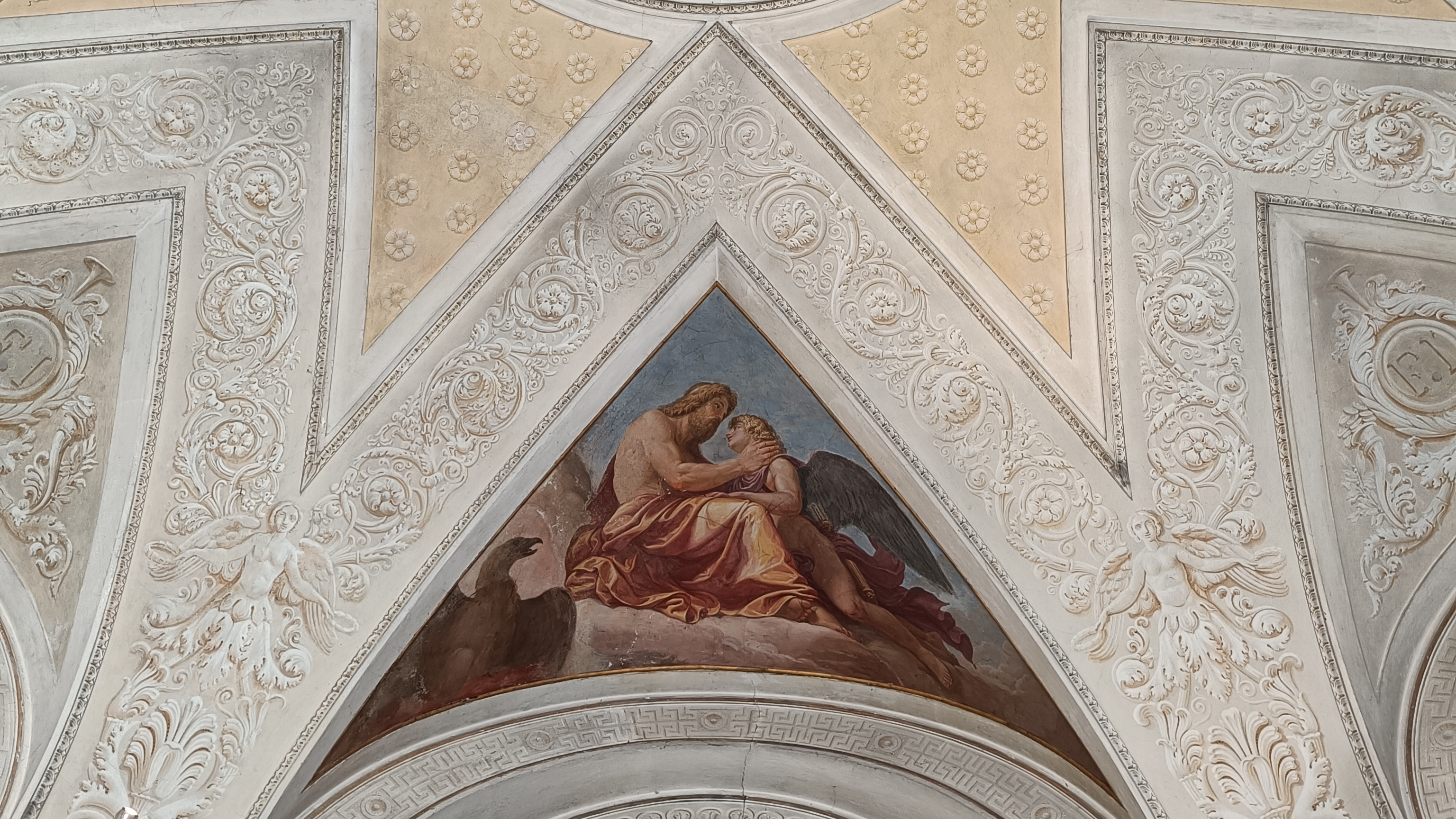
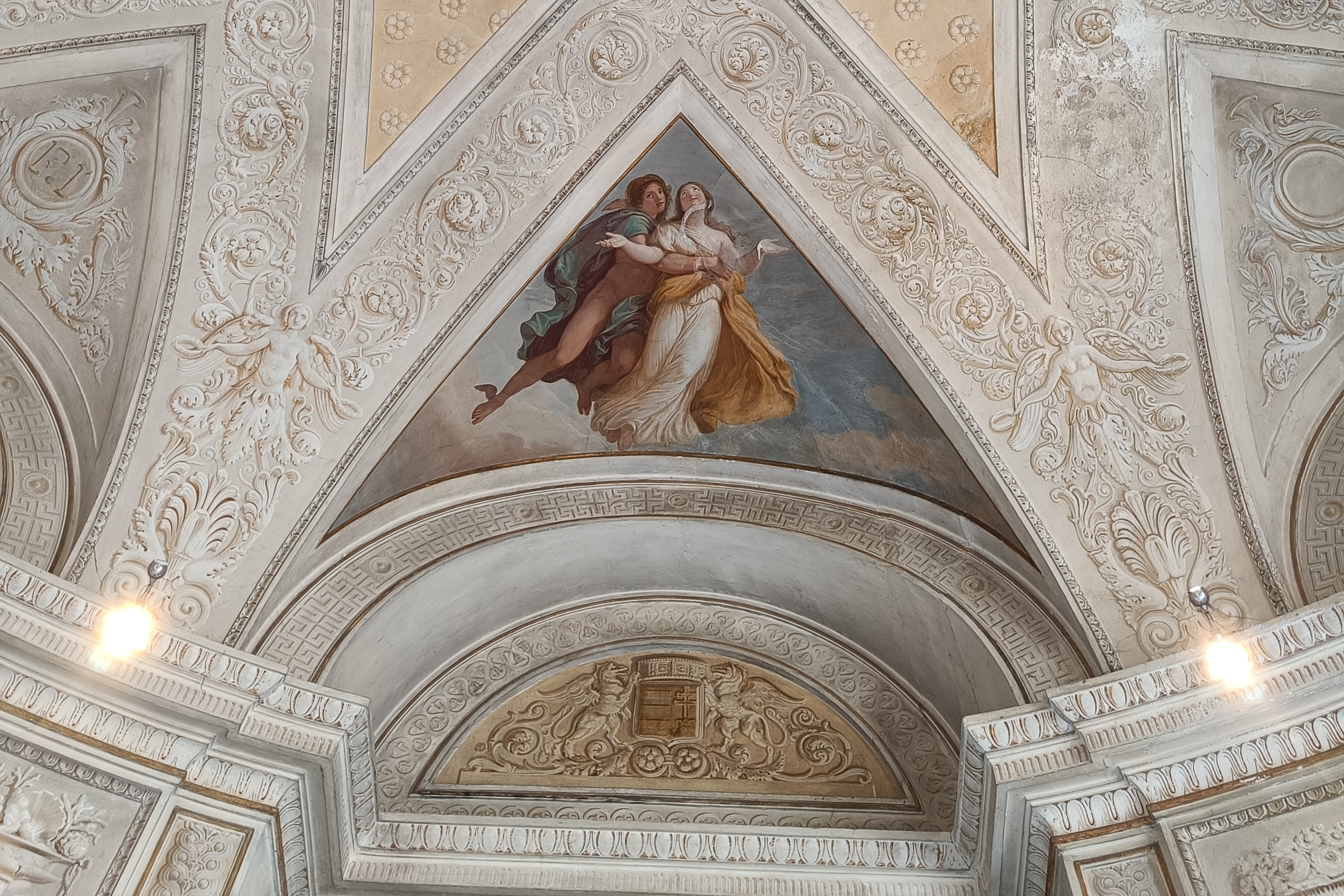
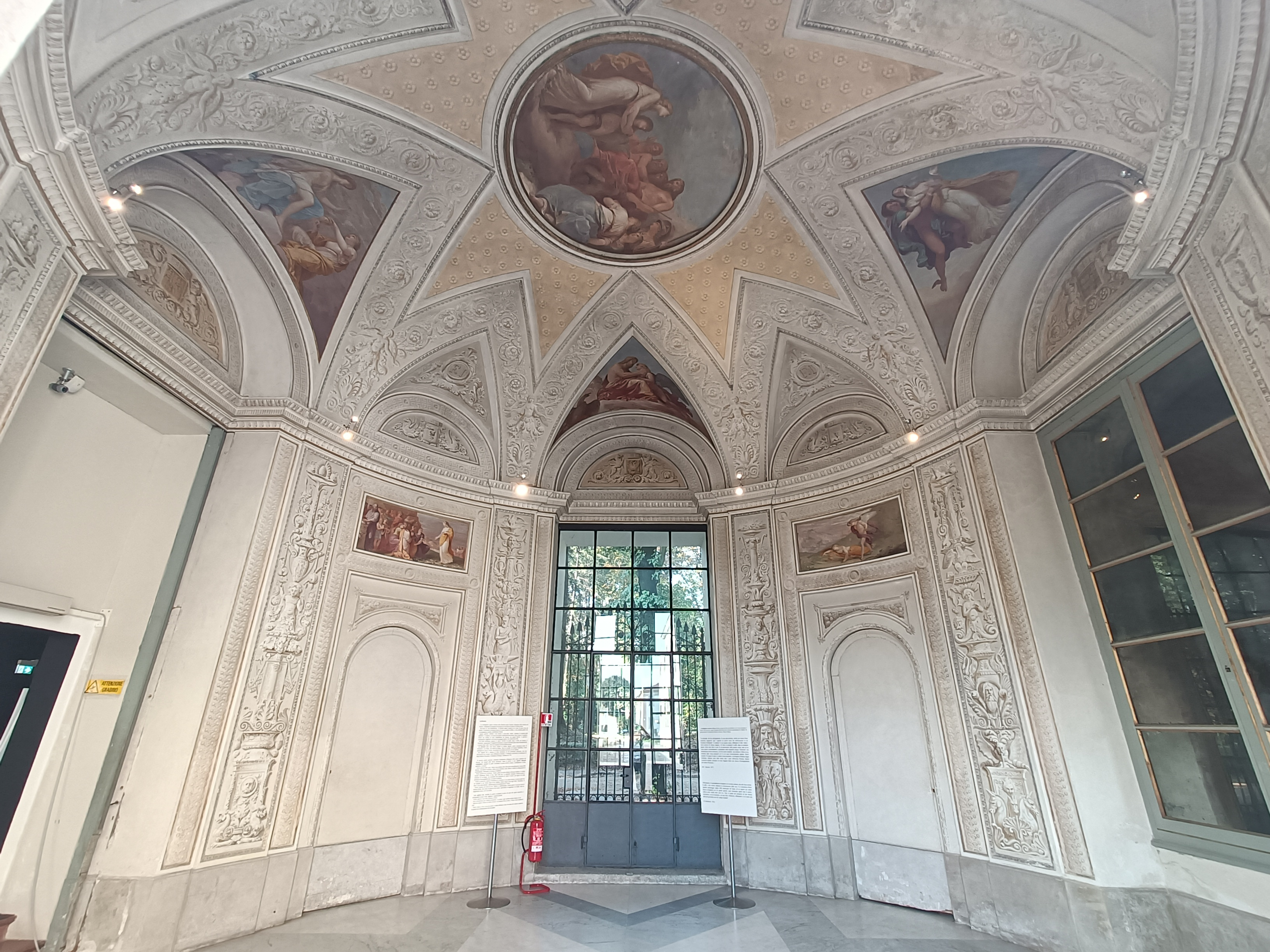